# ひんぷんガジュマル

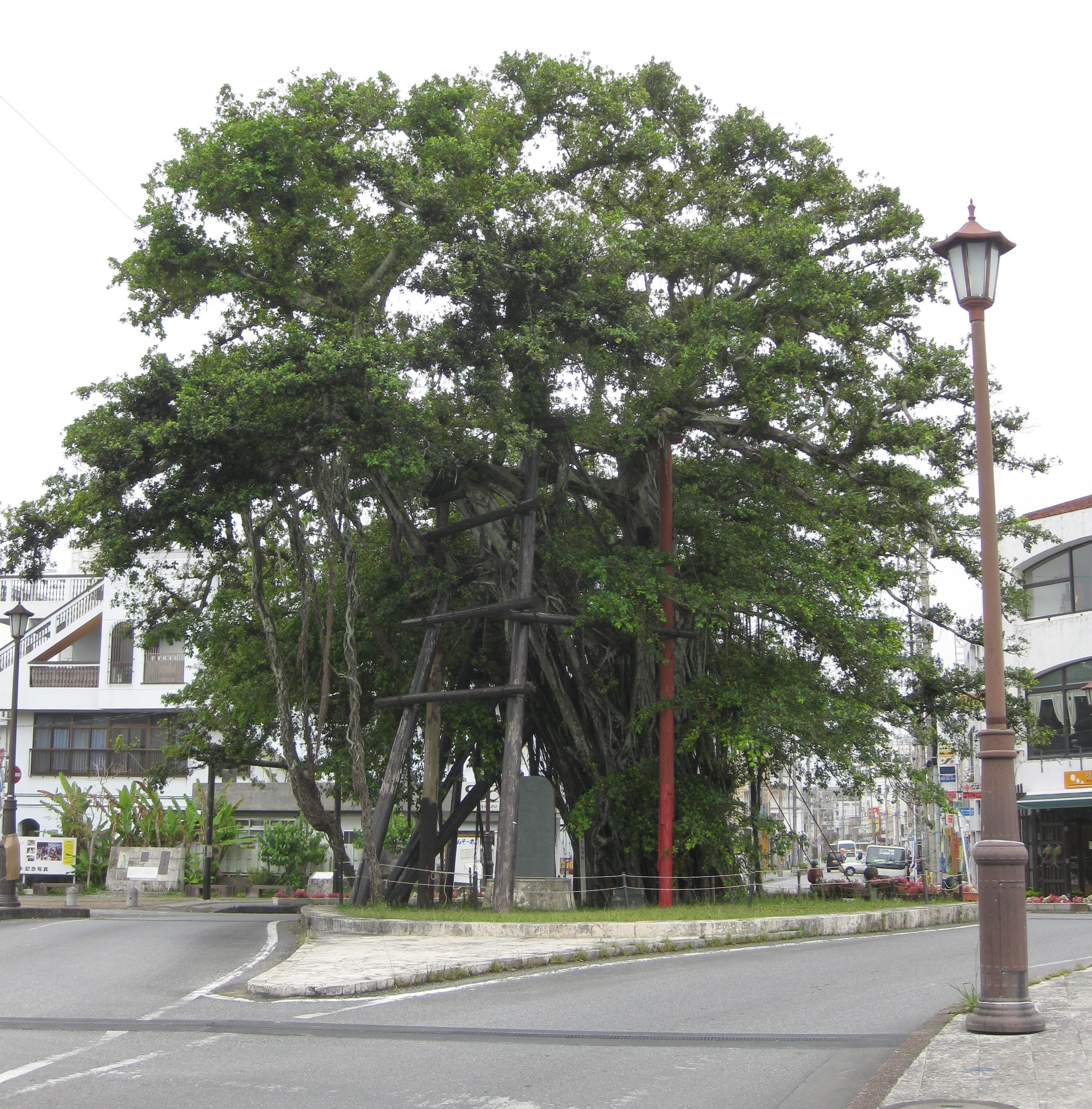
ひんぷんガジュマル

ひんぷんガジュマルは、沖縄県名護市にあるガジュマルの巨木である。幸地川に架かるあなだ橋のたもとにあり、名護大通り（県道84号）に挟まれている。名称は、樹下に置かれている石碑三府龍脈碑の別名「ヒンプンシー（屏風石）」に由来する。「ひんぷん」とは、沖縄の伝統的家屋で正門と母屋の間に立つ、目隠しの塀のことである。

## 概要
高さ19メートル、気根に囲まれているため幹の周囲長は不明、気根群の周囲長は10メートル、枝の広がる直径は30メートル、樹齢は240年以上（あるいは300年以上）とされている。1956年（昭和31年）10月19日に沖縄県の天然記念物に、1997年（平成9年）9月2日には国の天然記念物に指定された。名護市のシンボルの一つとされる。

## 歴史
名護の東江湊（後の名護漁港）近くに生えていたリュウキュウマツの大木に隣接してガジュマルが生え、やがてマツを抱き込みながら成長していった。1695年頃にはすでに有名なガジュマルとなっていた。やがてマツは枯死しガジュマルのみが成長を続けていった。目抜き通り「大兼久馬場」の東端にあたり、西端の「クワディーサー（モモタマナ）の大木」とともに名護の入口を守る木として住民に親しまれていた。
1962年、樹下に三府龍脈碑が設置された。三府龍脈碑はもともと別の場所に置かれていた。
2002年（平成14年）9月の台風16号により幹が傾き倒木の危険性が指摘されたことから、枝の剪定、支柱の追加、施肥などの対策が行われた。しかしながら木の勢いは戻らず、2010年（平成22年）6月1日から2日にかけて大規模な枝の剪定作業が行われ、合計940キログラムの枝が切り落とされた。枝の一部は挿し木により移植され育てられている。